# レンテンローズ
『レンテンローズ』は、太田忠司による日本のライトノベル。イラストは天広直人が担当。富士見ミステリー文庫刊。
第３巻「囁く百合」発売後、長らく新作の発表は途切れていたが、2010年11月に幻冬舎コミックス幻狼ファンタジアノベルスから復刊。書き下ろし新作も収録。イラストはtoi8が担当。

## ストーリー
街中でひっそりと営業する花屋・レンテンローズ。店長のノブさんは一見、冴えない青年だがその正体は「謎を刈る者」の二つ名を持つ魔界の侯爵・アカンサスであった。

## 登場人物

### シリーズ共通の人物
ノブさん / アカンサス
フラワーショップ「レンテンローズ」の店長。普段は冴えない青年のなりをしており、店を訪れた客の悩みを見抜いて鉢植えをプレゼントする。その正体は、魔界であらゆる謎を刈り尽くした侯爵・アカンサスである。アカンサスが“かの地”と呼ばれる人間界に出向く理由は“かの地”の住人が己の業に溺れて咲かせた罪の花を咲かせ、刈り取ることである。
ミユキ / プリムラ
“かの地”ではノブさんの従妹を自称し、店を手伝っているアカンサスの従者。二つ名は「罪を咲かせる者」で、“かの地”で己の業に溺れた者が犯した罪を花として咲かせる能力を持つ。真の姿・プリムラと“かの地”における仮の姿・ミユキは性格が大きく異なり、プリムラが人見知りする性格であるのに対しミユキは奔放で喧嘩っ早い性格である。
グリーン・サム
レンテンローズで飼われているオウム。「Green thumb」は「園芸職人の親指」の意。

### 事件の当事者たち
遊佐 香緒里（ゆさ かおり）
女子中学生。第1話「レンテンローズ」の中心人物。親友の美咲が校舎の屋上から転落死した事故に不審を抱くうちにレンテンローズへ通うようになる。
宮内 達哉（みやうち たつや）
第2話「裁く十字架」（「レンテンローズ」収録）の中心人物。両親を飛行機事故で亡くし、近く結婚する予定の姉・伊月と二人暮らしをしており、姉の結婚後は海外へ留学する予定であるが、公園でミユキと知り合ってから不可解な事件に巻き込まれて行く。
久世 伸弥（くぜ しんや）
中学2年生。第3話「笑う月」の中心人物。同級生が次々と謎の死を遂げる中、かつて従兄の健嗣がいじめを苦に自ら命を絶った過去との接点が浮上し…。
皆瀬 早紀（みなせ さき）
女子中学生。第4話「囁く百合」の中心人物の1人。10年前、連続幼児殺人事件の容疑者に誘拐されたが、迫水直輔が率いる「少年探偵団」に保護された過去を持つ。
太地 彬（たいち あきら）
早紀の幼馴染みの少年。「少年探偵団」のリーダーであった迫水が率いる自警組織「ナイトフッド」の下部組織「クルセイダー」に所属している。

## 既刊一覧
旧版
- 『レンテンローズ』 2002年5月30日初版 ISBN 4-8291-6160-4
  - 「レンテンローズ」 ファンタジアバトルロイヤル 2001年10月号増刊掲載
  - 「レンテンローズ 裁く十字架」を新規に書き下ろされた。
- 『レンテンローズ 笑う月』 2002年12月30日初版 ISBN 4-8291-6183-3
  - 「レンテンローズ 笑う月」月刊ドラゴンマガジン 2002年７月号 - 12月号連載 全6話
- 『レンテンローズ 囁く百合』 2003年12月15日初版 ISBN 4-8291-6226-0
  - 「レンテンローズ 囁く百合」 月刊ドラゴンマガジン 2003年７月号 - 12月号連載 全6話 ※雑誌掲載時と結末が異なる

復刊
- 『裁く十字架 - レンテンローズ-』 2010年11月30日初版 ISBN 978-4-344-82097-5
  - 旧版第1巻の復刊。「沈む教室」を新規に書き下ろされた。
- 『笑う月 - レンテンローズ-』 2011年2月30日初版 ISBN 978-4-344-82167-5
  - 旧版第2巻の復刊。「殺す眼鏡」を新規に書き下ろされた。
- 『眠る竪琴 - レンテンローズ-』 2011年5月30日初版 ISBN 978-4-344-82238-2
  - 旧版第3巻の復刊。「眠る竪琴」を新規に書き下ろされた。

## ドラマCD
第1巻に収録されている最初の作品がドラマCD化され、2004年に月刊ドラゴンマガジンで誌上通販された後、キャラアニで期間限定で販売された。キャストは、ノブ／アカンサス：関俊彦、ミユキ／プリムラ：矢島晶子、サム：立木文彦、遊佐香里：小林沙苗、仁村美咲：折笠富美子、佐橋侑子：木村亜希子